# Dendrortyx
Dendrortyx is een geslacht van vogels uit de familie Odontophoridae.

## Soorten
Het geslacht bestaat uit de volgende drie soorten:
- Dendrortyx barbatus – Grijskeelbospatrijs
- Dendrortyx leucophrys – Witkeelbospatrijs
- Dendrortyx macroura – Mexicaanse bospatrijs